# Saison 2017 de l'équipe cycliste Interpro Academy
La saison 2017 de l'équipe cycliste Interpro Academy est la première de cette équipe.

## Coureurs et encadrement technique

### Effectif
| Cycliste           | Date de naissance | Nationalité | Équipe 2016              |  |
| ------------------ | ----------------- | ----------- | ------------------------ |  |
| Julien Amadori     | 20 février 1993   | France      | SC Nice Jollywear        |  |
| Tom Bossis         | 21 février 1994   | France      | Neilpryde-Nanshin Subaru |  |
| Damien Garcia      | 17 avril 1992     | France      | Stradalli-Bike Aid       |  |
| Florian Hudry      | 6 novembre 1994   | France      | UC Monaco                |  |
| Kyohei Mizuno      | 23 octobre 1988   | Japon       | Nasu Blasen              |  |
| Takayuki Mizuno    | 10 septembre 1990 | Japon       | Neilpryde-Nanshin Subaru |  |
| Takuya Nakata      | 3 juin 1996       | Japon       | Eurasia                  |  |
| Torataro Nishi     | 24 octobre 1996   | Japon       | Eurasia                  |  |
| Tesfom Okubamariam | 28 février 1991   | Érythrée    | Sharjah                  |  |
| Yuto Yoshida       | 18 décembre 1994  | Japon       | université Nihon         |  |

## Bilan de la saison

### Victoires
| Date | Course | Pays | Classe | Vainqueur |
| ---- | ------ | ---- | ------ | --------- |